# 山梨県道314号一宮山梨線
山梨県道314号一宮山梨線（やまなしけんどう314ごう いちのみややまなしせん）は、山梨県笛吹市と山梨市を結ぶ一般県道である。2008年（平成20年）3月31日山梨県告示第148号による山梨県道312号一宮山梨線廃止により、路線番号が314号へ変更された。

## 概要

### 路線データ
- 起点：山梨県笛吹市一宮町坪井（坪井工業団地東交差点＝国道137号交点）[2]
- 終点：山梨県山梨市上岩下（上岩下ランプ＝国道140号甲府山梨道路交点）[2]

## 重複区間
- 小松十字路交差点・春日居小前交差点間：山梨県道208号下神内川石和温泉停車場線
- 笛吹橋:国道411号線

## 通過する自治体
- 山梨県
  - 笛吹市 - 山梨市

## 交差・接続する道路
- 国道20号（笛吹市一宮町坪井・坪井立体）
- 国道137号（笛吹市一宮町坪井・坪井工業団地東交差点）
- 国道411号（笛吹市石和町川中島・信号無交差点 - 石和温泉郷東交差点） ※笛吹橋の部分のみ重複
- 山梨県道417号市川三郷山梨自転車道線(笛吹橋で立体交差)
- 山梨県道208号下神内川石和温泉停車場線（笛吹市春日居町小松・小松十字路交差点）から（笛吹市春日居町加茂・春日居小前交差点）
- 国道140号〈雁坂みち〉（山梨市落合・落合交差点）
- 国道140号甲府山梨道路（山梨市上岩下・上岩下ランプ）

## 周辺
- 桔梗屋 本社工場
- 一宮温泉病院
- 笛吹市役所 春日居支所
- 笛吹市立春日居小学校